# Audiologia ocupacional
Audiologia ocupacional é uma área da audiologia voltada para a preservação e promoção da saúde auditiva dos trabalhadores expostos a ambientes ruidosos. Seu principal objetivo é prevenir e diagnosticar precocemente a perda auditiva induzida por ruído (PAIR), além de orientar empregadores e funcionários sobre medidas de proteção auditiva.

## Importância
A exposição contínua a ruídos elevados pode causar danos auditivos irreversíveis, impactando a qualidade de vida e a produtividade dos trabalhadores. Cabe a audiologia ocupacional atuar na prevenção, no monitoramento da audição e na promoção de ambientes de trabalho mais saudáveis.

## Atividades desenvolvidas
Os profissionais da Audiologia Ocupacional realizam diversas atividades, incluindo:
- Implementação de Programas de Conservação Auditiva (PCA);
- Realização de audiometria ocupacional periódica para monitoramento da audição dos trabalhadores;
- Avaliação e recomendação de Equipamentos de Proteção Individual (EPIs), como protetores auriculares;
- Treinamento e conscientização sobre riscos auditivos;
- Análises ambientais para controle de níveis de ruído no ambiente de trabalho.

## Programas de Conservação Auditiva
Os Programas de Conservação Auditiva (PCA) são exigidos por normas regulamentadoras e incluem:
- Controle e redução do ruído ocupacional;
- Monitoramento da audição dos trabalhadores por meio de exames periódicos;
- Implementação de medidas educativas e preventivas;
- Adaptação e uso correto de EPIs.

## Legislação e Normas
No Brasil, a Audiologia Ocupacional é regulamentada por diferentes normas e portarias, entre elas:
- Norma Regulamentadora 7 (NR-7) – Exige exames audiométricos ocupacionais;
- Norma Regulamentadora 9 (NR-9) – Determina ações para controle do ruído ocupacional;
- Norma Regulamentadora 15 (NR-15) – Define limites de tolerância para exposição ao ruído;
- Portarias do Ministério do Trabalho e Emprego relacionadas à saúde auditiva dos trabalhadores.

## Pesquisa e Evidências
Estudos na área indicam que a implementação eficaz de PCAs reduz significativamente os casos de PAIR e melhora a conscientização sobre a importância do uso de proteção auditiva. Pesquisas também sugerem que a exposição contínua a ruídos elevados pode estar associada a estresse, fadiga e dificuldades de comunicação no ambiente de trabalho.